# Смирнова, Нина Сергеевна
Нина Сергеевна Смирнова (1908—1978) — советский учёный-филолог, доктор филологических наук (1951), профессор (1953), член-корреспондент Академии наук Казахской ССР (1951).
Занималась исследованием казахского фольклора, устной (акынской) казахской литературы XVIII—XIX веков, а также подготовкой научного издания произведений казахского эпоса.

## Биография
Родилась 29 июня 1908 года в городе Мелекес Самарской губернии, ныне город Димитровград Ульяновской области.
В 1929 году окончила филологический факультет Второго Московского государственного университета. Продолжив образование и став аспиранткой, начала заниматься изучением фольклора. По распределению была направлена в Казахстан, где преподавала с 1931 по 1936 годы. В 1936 году стала писать под руководством Бориса и Юрия Соколовых кандидатскую диссертацию «Революционные песни 1905 года в устном репертуаре рабочих». Аспирант Московского государственного университета с 1936 по 1939 год.
После защиты диссертации поехала в Казахстан работать в педагогическом институте (КазПИ, ныне Казахский национальный педагогический университет), где начала изучение казахского фольклора. Первые её работы о казахском фольклоре и литературе были опубликованы в 1945—1947 годах. В 1951 году Смирнова защитила докторскую диссертацию на тему «Очерки казахской литературы XVIII века», где разработала вопросы изменения устной литературной традиции казахов в XVIII веке, исследовала соотношения традиционного и индивидуального в казахской устной поэзии, проблемы трансформации казахского эпоса и взаимодействия в нём исторического и эпического.
Преподаватель Казахского педагогического института в 1939—1978 годах, старший научный сотрудник Института языка и литературы АН Казахской ССР в 1945—1978 годах. Являлась заведующей кафедрой русской и зарубежной литературы КазПИ, читала лекции по русскому фольклору. За более чем тридцать лет работы в области казахской фольклористики Н. С. Смирновой было написано более ста работ.
Умерла 5 февраля 1978 года в Алма-Ате.

## Память
- На доме в Алма-Ате, где жила Нина Сергеевна Смирнова, установлена памятная доска с текстом: «В этом доме с 1973 по 1978 гг. жила видный учёный-филолог, член-корреспондент Академии наук Республики Казахстан Смирнова Нина Сергеевна (1908—1978)».[3]
- К 100-летнему юбилею известного учёного-фольклориста Институт литературы и искусства имени М. О. Ауэзова Министерства образования и науки Казахстана подготовил к изданию однотомник её избранных трудов «Исследования по казахскому фольклору», в который вошли следующие статьи и очерки Н. С. Смирновой: «Фольклористика Казахстана», «Очерк истории казахского фольклора», «Эпос», «Основные версии „Камбара“», «О казахских версиях „Алпамыса“» (в соавторстве с Т. Сыдыковым[4]), «О версиях „Кыз-Жибек“», «Образы животных в казахском фольклоре», «Фольклор и литература», увидевшие свет ранее в академических изданиях.[2]